# Adam Pajer
Adam Pajer (* 2. května 1995) je český fotbalový obránce a mládežnický reprezentant, v současnosti hraje v klubu FK Mladá Boleslav.

## Klubová kariéra
Je odchovancem FK Mladá Boleslav, kde se dostal v létě 2014 do A-týmu.
V 1. české lize debutoval 19. října 2014 pod trenérem Karlem Jarolímem v utkání proti FC Viktoria Plzeň (prohra 0:3), šel na hrací plochu v 75. minutě.

## Reprezentační kariéra
V českém týmu do 19 let debutoval 4. 3. 2014 proti Srbsku (prohra 0:4). Od listopadu 2014 hraje za U20.